# Behavioralismus
Behavioralismus je směr prosazující se od 30. let 20. století zejména v politické vědě. Klade důraz na sledování pravidelností, ověřitelných a kvantifikovatelných údajů; snaží se vyhnout etickému hodnocení, jelikož hodnoty nejsou empiricky zjistitelné. Tento přístup se v behavioralismu pokládá za objektivní a neutrální a za znak čisté vědy.
Tento přístup umožňuje do jisté míry predikovat politické jednání; rezignace na hodnocení ovšem znemožňuje zdůvodnit, proč je třeba usilovat spíše o demokracii nebo právní stát než o autoritářský režim nebo diktaturu apod. Podle kritiků proto na základě behavioralismu není možné rozvinout skutečnou politickou filosofii nebo politologii.